# Karl Wastl
Karl Wastl (* 26. Januar 1889 in Dorfen, Landkreis Erding; † 7. März 1963 in Löhnhorst) war ein deutscher Politiker (KPD) und Gewerkschafter. Er war Abgeordneter des Oldenburgischen Landtages.

## Leben

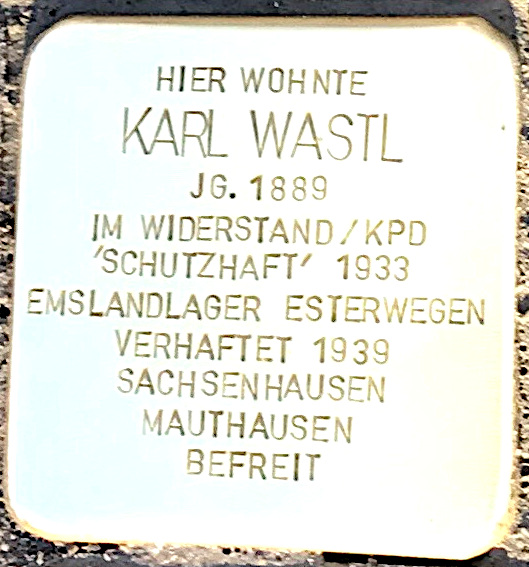
Stolperstein Karl Wastl

Wastl, Sohn des Braumeisters Pius Wastl und von Maria Wastl, geborene Hilger, erlernte nach dem Abschluss der Volksschule den Beruf des Kupferschmieds. 1908 trat er der SPD und dem Kupferschmiedeverband bei. Im August 1914 wurde er zum Kriegsdienst einberufen und 1915 schwer verwundet. Ab 1919 arbeitete er als Kupferschmied auf der Bremer Vulkanwerft in Vegesack. Auf der Werft wurde er zum Vertrauensmann und zum Betriebsrat gewählt. Ab 1920 war Wastl zunächst Kassierer, dann Vorsitzender des Kupferschmiede-Verbandes in Vegesack.
1918 trat Wastl der USPD bei, Ende 1920 wurde er Mitglied der KPD. Wastl war an der Vorbereitung des „Deutschen Oktobers“ in Bremen beteiligt. In der Nacht vom 22. auf den 23. Oktober 1923 kam es in Hamburg sowie in Vegesack und Blumenthal zu einem Aufstand. Unter der Führung von Wastl wurde am Morgen des 23. Oktober die Vulkanwerft und die Wollkämmerei besetzt und die Arbeit dort niedergelegt. Der Aufstand wurde jedoch am Folgetag durch die Sicherheitspolizei niedergeschlagen. Wastl musste untertauchen. Wegen der „Bildung Proletarischer Hundertschaften“ reichsweit polizeilich gesucht, war Wastl zwischen 1923 und 1926 flüchtig. Wastl soll sich in dieser Zeit in der Sowjetunion aufgehalten und dort auch an militärischen Kursen teilgenommen haben. Als Ende 1925 das Verfahren gegen ihn aufgrund einer Amnestie eingestellt worden war, kehrte er im Januar 1926 nach Bremen zurück. Wastl wurde zunächst Leiter der kommunistischen Buchstube, dann Unterbezirksleiter der KPD in Aumund und war dann bis Mai 1929 Gauleiter des Roten Frontkämpferbundes (RFB) in Bremen. Seit 1926 war Wastl zudem als Gemeinderat in Aumund sowie im Kreistag und Kreisausschuss des Landkreises Blumenthal tätig. Zwischen 1928 und 1931 war Wastl erwerbslos, da man ihn auf eine „Schwarze Liste“ gesetzt hatte.
Im Juli 1931 zog Wastl nach Oldenburg und wurde dort hauptamtlicher KPD-Sekretär. Wastl wurde zum Spitzenkandidat der KPD für die Landtagswahlen am 29. Mai 1932 nominiert und in den Landtag gewählt. Bei den Wahlen erzielte die NSDAP die absolute Mehrheit der Sitze und konnte mit Carl Röver den ersten Ministerpräsidenten einer nationalsozialistischen Landesregierung stellen. In der zweiten Sitzung des Landtages am 1. Juli 1932 protestierte Wastl dagegen, dass die NSDAP-Fraktion eine Aussprache zur Regierungserklärung verhindern wollte. Wastl wurde durch den Landtagspräsidenten das Wort entzogen und für drei Sitzungen aus dem Landtag ausgeschlossen. Nachdem im August 1932 die Arbeitsverwaltung Erwerbslose aus Oldenburg und Umgebung zu Notstandsarbeiten an der unteren Hunte verpflichtet hatte, kam es zu einem Streik der Notstandsarbeiter, da diesen für ihre Arbeit weniger Lohn als vorher Wohlfahrtsunterstützung gezahlt wurde. Wastl, der Mitglied der Streikleitung gewesen war, versuchte vergeblich den Streik, der im September mit einem Teilerfolg zu Ende ging, im Landtag zu thematisieren und legte aus Protest am 27. September 1932 sein Landtagsmandat nieder und kehrte nach Aumund zurück.
Nach der „Machtergreifung“ der Nationalsozialisten wurde Wastl am 2. April 1933 von der Gestapo verhaftet und befand sich von April bis zum 22. Dezember 1933 in sogenannter „Schutzhaft“, zunächst im Untersuchungsgefängnis Blumenthal, dann ab August im KZ Esterwegen (Lager III). Nach seiner Entlassung zog Wastl mit seiner Familie zu Verwandten nach Hermannsburg. Am 1. Januar 1936 trat er der Deutschen Arbeitsfront bei, um dort im Auftrag der KPD bis August 1939 Oppositionsarbeit zu leisten. Am 1. September 1939 wurde Wastl als ehemaliger Funktionär der KPD erneut festgenommen und im KZ Sachsenhausen inhaftiert. Im KZ Sachsenhausen beteiligte sich Wastl an der Solidaritätsaktion „Rote Kuhle“, einer Hilfsaktion der illegalen Lagerleitung zugunsten hungernder sowjetischer Kriegsgefangener. Zusammen mit 149 weiteren Häftlingen, die des Widerstands verdächtigt wurden, wurde Wastl am 11. August 1944 in eine Isolierbaracke gesperrt. Zwei Monate später, am 11. Oktober 1944, wurden 27 dieser Häftlinge – zumeist Kommunisten – erschossen, die anderen – unter ihnen Wastl – ins KZ Mauthausen verschleppt. Dort wurde Wastl am 5. Mai 1945 von amerikanischen Truppen befreit.
Nach seiner Befreiung kehrte Wastl nach Bremen zurück, wo er sich am Aufbau der Gewerkschaften beteiligte. Am 1. November 1945 wurde er Sekretär der IG Metall in Bremen-Nord. Wastl trat auch wieder der KPD bei, geriet jedoch aufgrund der Parteisäuberungen und des isolationistischen Kurses der KPD immer mehr in Widerspruch zur Parteiführung. 1948 trat er deshalb aus der KPD aus. Während der Bremer Werftarbeiterstreiks 1953 kam es zu scharfen Auseinandersetzungen zwischen der KPD einerseits und Gewerkschaftsfunktionären – unter ihnen Wastl – andererseits. Im November 1954 trat Wastl aus Altersgründen von der Funktion des Gewerkschaftssekretär der IG Metall in Vegesack zurück.

## Ehrung
- Die Patenschaft für den Stolperstein hat der Gewerkschafter Detlef Hansing übernommen.[1]
- Eine Gedenktafel am ehemaligen Gewerkschaftshaus in Vegesack erinnert seit 2019 an Wastl.
- In seinem Geburtsort Dorfen/Oberbayern wurde eine Straße nach ihm benannt